# Manchester City Football Club 1967-1968
Questa voce raccoglie le informazioni riguardanti il Manchester City Football Club nelle competizioni ufficiali della stagione 1967-1968.

## Stagione
Durante il calciomercato il Manchester City cedette il capitano Johnny Crossan al Middlesbrough con Tony Book ad occupare il ruolo vacante, ma a ottobre perfezionò l'attacco affiancando Francis Lee alla coppia Bell-Summerbee. 
Eliminati al quarto turno di entrambe le coppe nazionali, in campionato i Citizens stentarono in avvio, costringendo l'allenatore Mercer ad apportare alcuni cambi tattici come lo spostamento di Summerbee come centravanti. L'arrivo di Lee migliorò il rendimento della squadra, che grazie a una striscia di 11 vittorie consecutive (fra cui il 6-0 contro il Leicester City e il 4-1 inflitto al Tottenham su un campo completamente ghiacciato) arrivò a metà torneo occupando il secondo posto dietro ai concittadini del Manchester Utd. Nella seconda parte del campionato i Citizens lottarono per il primo posto contro i cugini, avvantaggiati nonostante una sconfitta in rimonta nel derby. Approfittando di due sconfitte ottenute dai concittadini e vincendo le ultime tre partite restanti, al termine dell'ultimo incontro con il Newcastle Utd vinto per 4-3, il Manchester City poté tornare alla vittoria in campionato, a 31 anni di distanza dall'ultima affermazione.

## Maglia e sponsor
Viene modificata la trama dei calzettoni, con gli ornamenti bianchi e rosso scuro limitati unicamente ai bordi. Ad aprile vengono inoltre introdotti dei calzoncini bordati da una riga rossa scura.
| Casa (luglio-aprile) | Casa (aprile-maggio) |

## Rosa
| N. |                        | Ruolo | Calciatore           |
| -- | ---------------------- | ----- | -------------------- |
|    | Inghilterra (bandiera) | P     | Joe Corrigan         |
|    | Inghilterra (bandiera) | P     | Harry Dowd           |
|    | Inghilterra (bandiera) | P     | Ken Mulhearn         |
|    | Inghilterra (bandiera) | P     | Alan Ogley           |
|    | Inghilterra (bandiera) | D     | Tony Book (capitano) |
|    | Inghilterra (bandiera) | D     | Mike Doyle           |
|    | Inghilterra (bandiera) | D     | Glyn Pardoe          |
|    | Inghilterra (bandiera) | C     | George Heslop        |
|    | Inghilterra (bandiera) | C     | Colin Bell           |
|    | Inghilterra (bandiera) | C     | Roy Cheetham         |
|    | Inghilterra (bandiera) | C     | John Clay            |

| N. |                        | Ruolo | Calciatore     |
| -- | ---------------------- | ----- | -------------- |
|    | Inghilterra (bandiera) | C     | Dave Connor    |
|    | Inghilterra (bandiera) | C     | Stan Horne     |
|    | Scozia (bandiera)      | C     | Bobby Kennedy  |
|    | Inghilterra (bandiera) | C     | Alan Oakes     |
|    | Inghilterra (bandiera) | C     | Stan Bowles    |
|    | Inghilterra (bandiera) | A     | Tony Coleman   |
|    | Inghilterra (bandiera) | A     | Paul Hince     |
|    | Inghilterra (bandiera) | A     | Francis Lee    |
|    | Inghilterra (bandiera) | A     | Chris Jones    |
|    | Inghilterra (bandiera) | A     | Mike Summerbee |
|    | Inghilterra (bandiera) | A     | Neil Young     |

## Calciomercato

### Sessione estiva
| Cessioni | Cessioni       | Cessioni      | Cessioni              |
| R.       | Nome           | a             | Modalità              |
| -------- | -------------- | ------------- | --------------------- |
| A        | Ralph Brand    | Sunderland    |                       |
| A        | Johnny Crossan | Middlesbrough | definitivo (34 500 £) |
| A        | Jimmy Murray   | Walsall       |                       |

### Operazioni esterne alle sessioni
| Cessioni | Cessioni   | Cessioni         | Cessioni              |
| R.       | Nome       | a                | Modalità              |
| -------- | ---------- | ---------------- | --------------------- |
| P        | Alan Ogley | Stockport County | definitivo (18 000 £) |

| Acquisti | Acquisti     | Acquisti         | Acquisti              |
| R.       | Nome         | da               | Modalità              |
| -------- | ------------ | ---------------- | --------------------- |
| P        | Ken Mulhearn | Stockport County | definitivo (25 000 £) |
| A        | Francis Lee  | Bolton           | definitivo (60 000 £) |

## Risultati

### First Division
| Manchester 19 agosto 1967 1ª giornata | Manchester City | 0 – 0 referto | Liverpool | Maine Road (49 531 spett.) |

| Southampton 23 agosto 1967 2ª giornata                        | Southampton | 3 – 2 referto | Manchester Utd | The Dell (23 675 spett.) |
| \| \| \| \| \| Davies Chivers \| Marcatori \| Bell Coleman \| |             |               |                |                          |
|                                                               |             |               |                |                          |
| Davies Chivers                                                | Marcatori   | Bell Coleman  |                |                          |

| Stoke-on-Trent 24 agosto 1985 3ª giornata              | Stoke City | 3 – 0 referto | Manchester City | Victoria Ground (22 426 spett.) |
| \| \| \| \| \| Bloor Palmer Burrows \| Marcatori \| \| |            |               |                 |                                 |
|                                                        |            |               |                 |                                 |
| Bloor Palmer Burrows                                   | Marcatori  |               |                 |                                 |

| Manchester 30 agosto 1967 4ª giornata                       | Manchester City | 4 – 2 referto  | Southampton | Maine Road (22 002 spett.) |
| \| \| \| \| \| Bell Young \| Marcatori \| Davies Chivers \| |                 |                |             |                            |
|                                                             |                 |                |             |                            |
| Bell Young                                                  | Marcatori       | Davies Chivers |             |                            |

| Manchester 2 settembre 1967 5ª giornata             | Manchester City | 2 – 0 referto | Nottingham Forest | Maine Road (29 547 spett.) |
| \| \| \| \| \| Coleman Summerbee \| Marcatori \| \| |                 |               |                   |                            |
|                                                     |                 |               |                   |                            |
| Coleman Summerbee                                   | Marcatori       |               |                   |                            |

| Manchester 6 settembre 1967 6ª giornata       | Manchester City | 2 – 0 referto | Newcastle Utd | Maine Road (29 978 spett.) |
| \| \| \| \| \| Hince Young \| Marcatori \| \| |                 |               |               |                            |
|                                               |                 |               |               |                            |
| Hince Young                                   | Marcatori       |               |               |                            |

| Coventry 9 settembre 1967 7ª giornata                  | Coventry City | 0 – 3 referto        | Manchester City | Highfield Road (34 578 spett.) |
| \| \| \| \| \| \| Marcatori \| Bell Hince Summerbee \| |               |                      |                 |                                |
|                                                        |               |                      |                 |                                |
|                                                        | Marcatori     | Bell Hince Summerbee |                 |                                |

| Manchester 16 settembre 1967 8ª giornata                                     | Manchester City | 5 – 2 referto  | Sheffield Utd | Maine Road (31 922 spett.) |
| \| \| \| \| \| Bowles Bell Summerbee Young \| Marcatori \| Woodward Reece \| |                 |                |               |                            |
|                                                                              |                 |                |               |                            |
| Bowles Bell Summerbee Young                                                  | Marcatori       | Woodward Reece |               |                            |

| Londra 23 settembre 1967 9ª giornata      | Arsenal   | 1 – 0 referto | Manchester City | Highbury Stadium (41 567 spett.) |
| \| \| \| \| \| Radford \| Marcatori \| \| |           |               |                 |                                  |
|                                           |           |               |                 |                                  |
| Radford                                   | Marcatori |               |                 |                                  |

| Manchester 30 settembre 1967 10ª giornata       | Manchester City | 1 – 2 referto | Manchester Utd | Maine Road (62 942 spett.) |
| \| \| \| \| \| Bell \| Marcatori \| Charlton \| |                 |               |                |                            |
|                                                 |                 |               |                |                            |
| Bell                                            | Marcatori       | Charlton      |                |                            |

| Sunderland 7 ottobre 1967 11ª giornata   | Sunderland | 1 – 0 referto | Manchester City | Roker Park (27 885 spett.) |
| \| \| \| \| \| Martin \| Marcatori \| \| |            |               |                 |                            |
|                                          |            |               |                 |                            |
| Martin                                   | Marcatori  |               |                 |                            |

| Manchester 14 ottobre 1967 12ª giornata       | Manchester City | 2 – 0 referto | Wolverhampton | Maine Road (36 476 spett.) |
| \| \| \| \| \| Doyle Young \| Marcatori \| \| |                 |               |               |                            |
|                                               |                 |               |               |                            |
| Doyle Young                                   | Marcatori       |               |               |                            |

| Londra 21 ottobre 1967 13ª giornata                                | Fulham    | 2 – 4 referto       | Manchester City | Craven Cottage (22 108 spett.) |
| \| \| \| \| \| Earle Conway \| Marcatori \| Summerbee Lee Young \| |           |                     |                 |                                |
|                                                                    |           |                     |                 |                                |
| Earle Conway                                                       | Marcatori | Summerbee Lee Young |                 |                                |

| Manchester 28 ottobre 1967 14ª giornata | Manchester City | 1 – 0 referto | Leeds Utd | Maine Road (39 713 spett.) |
| \| \| \| \| \| Bell \| Marcatori \| \|  |                 |               |           |                            |
|                                         |                 |               |           |                            |
| Bell                                    | Marcatori       |               |           |                            |

| Liverpool 4 novembre 1967 15ª giornata        | Everton   | 1 – 1 referto | Manchester City | Goodison Park (47 144 spett.) |
| \| \| \| \| \| Hunt \| Marcatori \| Connor \| |           |               |                 |                               |
|                                               |           |               |                 |                               |
| Hunt                                          | Marcatori | Connor        |                 |                               |

| Manchester 11 novembre 1967 16ª giornata                | Manchester City | 6 – 0 referto | Leicester City | Maine Road (29 039 spett.) |
| \| \| \| \| \| Lee Young Doyle Oakes \| Marcatori \| \| |                 |               |                |                            |
|                                                         |                 |               |                |                            |
| Lee Young Doyle Oakes                                   | Marcatori       |               |                |                            |

| Londra 18 novembre 1967 17ª giornata                         | West Ham Utd | 2 – 3 referto | Manchester City | Upton Park (25 495 spett.) |
| \| \| \| \| \| Hurst Peters \| Marcatori \| Lee Summerbee \| |              |               |                 |                            |
|                                                              |              |               |                 |                            |
| Hurst Peters                                                 | Marcatori    | Lee Summerbee |                 |                            |

| Manchester 25 novembre 1967 18ª giornata                                  | Manchester City | 4 – 2 referto   | Burnley | Maine Road (37 098 spett.) |
| \| \| \| \| \| Coleman Summerbee Young \| Marcatori \| Casper Lochhead \| |                 |                 |         |                            |
|                                                                           |                 |                 |         |                            |
| Coleman Summerbee Young                                                   | Marcatori       | Casper Lochhead |         |                            |

| Sheffield 2 dicembre 1967 19ª giornata          | Sheffield Weds | 1 – 1 referto | Manchester City | Hillsborough (38 207 spett.) |
| \| \| \| \| \| Fantham \| Marcatori \| Oakes \| |                |               |                 |                              |
|                                                 |                |               |                 |                              |
| Fantham                                         | Marcatori      | Oakes         |                 |                              |

| Manchester 9 dicembre 1967 20ª giornata                                | Manchester City | 4 – 1 referto | Tottenham | Maine Road (38 207 spett.) |
| \| \| \| \| \| Bell Coleman Summerbee Young \| Marcatori \| Greaves \| |                 |               |           |                            |
|                                                                        |                 |               |           |                            |
| Bell Coleman Summerbee Young                                           | Marcatori       | Greaves       |           |                            |

| Liverpool 16 dicembre 1967 21ª giornata    | Liverpool | 1 – 1 referto | Manchester City | Anfield Road (53 268 spett.) |
| \| \| \| \| \| Hunt \| Marcatori \| Lee \| |           |               |                 |                              |
|                                            |           |               |                 |                              |
| Hunt                                       | Marcatori | Lee           |                 |                              |

| Manchester 23 dicembre 1967 22ª giornata                           | Manchester City | 4 – 2 referto  | Stoke City | Maine Road (40 121 spett.) |
| \| \| \| \| \| Lee Coleman Young \| Marcatori \| Dobing Burrows \| |                 |                |            |                            |
|                                                                    |                 |                |            |                            |
| Lee Coleman Young                                                  | Marcatori       | Dobing Burrows |            |                            |

| West Bromwich 26 dicembre 1967 23ª giornata                 | West Bromwich | 3 – 2 referto | Manchester Utd | The Hawthorns (44 897 spett.) |
| \| \| \| \| \| Astle Brown \| Marcatori \| Lee Summerbee \| |               |               |                |                               |
|                                                             |               |               |                |                               |
| Astle Brown                                                 | Marcatori     | Lee Summerbee |                |                               |

| Manchester 30 dicembre 1967 24ª giornata          | Manchester City | 0 – 2 referto   | West Bromwich | Maine Road (45 754 spett.) |
| \| \| \| \| \| \| Marcatori \| Krzywicki Brown \| |                 |                 |               |                            |
|                                                   |                 |                 |               |                            |
|                                                   | Marcatori       | Krzywicki Brown |               |                            |

| Nottingham 6 gennaio 1968 25ª giornata                    | Nottingham Forest | 0 – 3 referto           | Manchester City | City Ground (39 581 spett.) |
| \| \| \| \| \| \| Marcatori \| Coleman Summerbee Young \| |                   |                         |                 |                             |
|                                                           |                   |                         |                 |                             |
|                                                           | Marcatori         | Coleman Summerbee Young |                 |                             |

| Sheffield 20 gennaio 1968 27ª giornata           | Sheffield Utd | 0 – 3 referto  | Manchester City | Bramall Lane (32 142 spett.) |
| \| \| \| \| \| \| Marcatori \| Bell Doyle Lee \| |               |                |                 |                              |
|                                                  |               |                |                 |                              |
|                                                  | Marcatori     | Bell Doyle Lee |                 |                              |

| Manchester 3 febbraio 1968 28ª giornata      | Manchester City | 1 – 1 referto | Arsenal | Maine Road (42 392 spett.) |
| \| \| \| \| \| Lee \| Marcatori \| Graham \| |                 |               |         |                            |
|                                              |                 |               |         |                            |
| Lee                                          | Marcatori       | Graham        |         |                            |

| Manchester 24 febbraio 1968 30ª giornata | Manchester City | 1 – 0 referto | Sunderland | Maine Road (28 624 spett.) |
| \| \| \| \| \| Lee \| Marcatori \| \|    |                 |               |            |                            |
|                                          |                 |               |            |                            |
| Lee                                      | Marcatori       |               |            |                            |

| Burnley 2 marzo 1968 31ª giornata     | Burnley   | 0 – 1 referto | Manchester City | Turf Moor (23 486 spett.) |
| \| \| \| \| \| \| Marcatori \| Lee \| |           |               |                 |                           |
|                                       |           |               |                 |                           |
|                                       | Marcatori | Lee           |                 |                           |

| Manchester 9 marzo 1968 26ª giornata                         | Manchester City | 3 – 1 referto | Coventry City | Maine Road (33 310 spett.) |
| \| \| \| \| \| Bell Young Summerbee \| Marcatori \| Tudor \| |                 |               |               |                            |
|                                                              |                 |               |               |                            |
| Bell Young Summerbee                                         | Marcatori       | Tudor         |               |                            |

| Manchester 16 marzo 1968 32ª giornata                             | Manchester City | 5 – 1 referto | Fulham | Maine Road (30 773 spett.) |
| \| \| \| \| \| Young Bell Lee Summerbee \| Marcatori \| Clarke \| |                 |               |        |                            |
|                                                                   |                 |               |        |                            |
| Young Bell Lee Summerbee                                          | Marcatori       | Clarke        |        |                            |

| Leeds 23 marzo 1968 33ª giornata                 | Leeds Utd | 2 – 0 referto | Manchester City | Elland Road (51 818 spett.) |
| \| \| \| \| \| Charlton Giles \| Marcatori \| \| |           |               |                 |                             |
|                                                  |           |               |                 |                             |
| Charlton Giles                                   | Marcatori |               |                 |                             |

| Manchester 27 marzo 1968 29ª giornata                  | Manchester Utd | 1 – 3 referto   | Manchester City | Old Trafford (62 243 spett.) |
| \| \| \| \| \| Best \| Marcatori \| Bell Heslop Lee \| |                |                 |                 |                              |
|                                                        |                |                 |                 |                              |
| Best                                                   | Marcatori      | Bell Heslop Lee |                 |                              |

| Leicester 6 aprile 1968 35ª giornata           | Leicester City | 1 – 0 referto | Manchester City | Filbert Street (24 295 spett.) |
| \| \| \| \| \| Stringfellow \| Marcatori \| \| |                |               |                 |                                |
|                                                |                |               |                 |                                |
| Stringfellow                                   | Marcatori      |               |                 |                                |

| Manchester 12 aprile 1968 36ª giornata  | Manchester City | 1 – 0 referto | Chelsea | Maine Road (47 132 spett.) |
| \| \| \| \| \| Doyle \| Marcatori \| \| |                 |               |         |                            |
|                                         |                 |               |         |                            |
| Doyle                                   | Marcatori       |               |         |                            |

| Manchester 13 aprile 1968 37ª giornata        | Manchester City | 3 – 0 referto | West Ham Utd | Maine Road (38 755 spett.) |
| \| \| \| \| \| Young Doyle \| Marcatori \| \| |                 |               |              |                            |
|                                               |                 |               |              |                            |
| Young Doyle                                   | Marcatori       |               |              |                            |

| Londra 16 aprile 1968 38ª giornata           | Chelsea   | 1 – 0 referto | Manchester City | Stamford Bridge (36 466 spett.) |
| \| \| \| \| \| Birchenall \| Marcatori \| \| |           |               |                 |                                 |
|                                              |           |               |                 |                                 |
| Birchenall                                   | Marcatori |               |                 |                                 |

| Wolverhampton 20 aprile 1968 39ª giornata | Wolverhampton | 0 – 0 referto | Manchester City | Molyneux (39 632 spett.) |

| Manchester 25 aprile 1968 40ª giornata  | Manchester City | 1 – 0 referto | Sheffield Weds | Maine Road (32 999 spett.) |
| \| \| \| \| \| Usher \| Marcatori \| \| |                 |               |                |                            |
|                                         |                 |               |                |                            |
| Usher                                   | Marcatori       |               |                |                            |

| Manchester 29 aprile 1968 34ª giornata         | Manchester City | 2 – 0 referto | Everton | Maine Road (37 786 spett.) |
| \| \| \| \| \| Book Coleman \| Marcatori \| \| |                 |               |         |                            |
|                                                |                 |               |         |                            |
| Book Coleman                                   | Marcatori       |               |         |                            |

| Londra 4 maggio 1968 41ª giornata                        | Tottenham | 1 – 3 referto  | Manchester City | White Hart Lane (51 242 spett.) |
| \| \| \| \| \| Greaves \| Marcatori \| Bell Summerbee \| |           |                |                 |                                 |
|                                                          |           |                |                 |                                 |
| Greaves                                                  | Marcatori | Bell Summerbee |                 |                                 |

| Newcastle-Upon-Tyne 11 maggio 1968 42ª giornata                               | Newcastle Utd | 3 – 4 referto       | Manchester City | St James' Park (46 492 spett.) |
| \| \| \| \| \| McNamee Robson Sinclair \| Marcatori \| Young Lee Summerbee \| |               |                     |                 |                                |
|                                                                               |               |                     |                 |                                |
| McNamee Robson Sinclair                                                       | Marcatori     | Young Lee Summerbee |                 |                                |

### FA Cup
| Manchester 27 gennaio 1968 Terzo turno | Manchester City | 0 – 0 | Reading | Maine Road (51 009 spett.) |

| Reading 31 gennaio 1968 Terzo turno - Replay                                                        | Reading   | 0 – 6                                                             | Manchester City | Elm Park (25 659 spett.) |
| \| \| \| \| \| \| Marcatori \| 26’ Heslop 28’, 49’, 79’ Summerbee 64’ Bell 75’ Coleman 80’ Young \| |           |                                                                   |                 |                          |
| |           |                                                                   |                 |                          |
| | Marcatori | 26’ Heslop 28’, 49’, 79’ Summerbee 64’ Bell 75’ Coleman 80’ Young |                 |                          |

| Manchester 17 febbraio 1968 Quarto turno | Manchester City | 0 – 0 | Leicester City | Maine Road (51 009 spett.) |

| Leicester 19 febbraio 1968 Quarto turno - Replay                                                        | Leicester City | 3 – 4                            | Manchester City | Filbert Street (39 112 spett.) |
| \| \| \| \| \| Lee 6’ (rig.) Summerbee 24’ Bell 88’ \| Marcatori \| 44’ Fern 48’, 63’ Large 57’ Nish \| |                |                                  |                 |                                |
| |                |                                  |                 |                                |
| Lee 6’ (rig.) Summerbee 24’ Bell 88’                                                                    | Marcatori      | 44’ Fern 48’, 63’ Large 57’ Nish |                 |                                |

### League Cup
| Manchester 13 settembre 1967 Secondo turno          | Manchester City | 4 – 0 | Leeds Utd | Maine Road (25 653 spett.) |
| \| \| \| \| \| Bowles Book Young \| Marcatori \| \| |                 |       |           |                            |
|                                                     |                 |       |           |                            |
| Bowles Book Young                                   | Marcatori       |       |           |                            |

| Manchester 11 ottobre 1967 Terzo turno                     | Manchester City | 1 – 1      | Blackpool | Maine Road (27 633 spett.) |
| \| \| \| \| \| Summerbee 19’ \| Marcatori \| 21’ Craven \| |                 |            |           |                            |
|                                                            |                 |            |           |                            |
| Summerbee 19’                                              | Marcatori       | 21’ Craven |           |                            |

| Blackpool 18 ottobre 1967 Terzo turno - Replay                    | Blackpool | 0 – 2                           | Manchester City | Bloomfield Road (23 405 spett.) |
| \| \| \| \| \| \| Marcatori \| 22’ (aut.) Craven 66’ Summerbee \| |           |                                 |                 |                                 |
|                                                                   |           |                                 |                 |                                 |
|                                                                   | Marcatori | 22’ (aut.) Craven 66’ Summerbee |                 |                                 |

| Londra 1º novembre 1967 Quarto turno                                          | Fulham    | 4 – 2              | Manchester City | Craven Cottage (11 732 spett.) |
| \| \| \| \| \| Earle 2’, 10’ Clarke 72’ \| Marcatori \| 57’ Oakes 60’ Bell \| |           |                    |                 |                                |
|                                                                               |           |                    |                 |                                |
| Earle 2’, 10’ Clarke 72’                                                      | Marcatori | 57’ Oakes 60’ Bell |                 |                                |

## Statistiche

### Statistiche di squadra
| Competizione   | Punti | In casa | In casa | In casa | In casa | In casa | In casa | In trasferta | In trasferta | In trasferta | In trasferta | In trasferta | In trasferta | Totale | Totale | Totale | Totale | Totale | Totale | DR  |
| Competizione   | Punti | G       | V       | N       | P       | Gf      | Gs      | G            | V            | N            | P            | Gf           | Gs           | G      | V      | N      | P      | Gf     | Gs     | DR  |
| -------------- | ----- | ------- | ------- | ------- | ------- | ------- | ------- | ------------ | ------------ | ------------ | ------------ | ------------ | ------------ | ------ | ------ | ------ | ------ | ------ | ------ | --- |
| First Division | 58    | 21      | 17      | 2       | 2       | 52      | 17      | 21           | 9            | 4            | 8            | 34           | 26           | 42     | 26     | 6      | 10     | 86     | 43     | +43 |
| FA Cup         | -     | 2       | 0       | 2       | 0       | 0       | 0       | 2            | 1            | 0            | 1            | 10           | 4            | 4      | 1      | 2      | 1      | 10     | 4      | +6  |
| League Cup     | -     | 2       | 2       | 0       | 0       | 5       | 1       | 2            | 1            | 0            | 1            | 4            | 3            | 4      | 2      | 1      | 1      | 9      | 4      | +5  |
| Totale         | -     | 25      | 19      | 4       | 2       | 57      | 18      | 25           | 11           | 4            | 10           | 48           | 33           | 50     | 29     | 9      | 12     | 105    | 51     | +54 |

### Andamento in campionato
Luogo, risultato e posizione seguono l'ordine ufficiale delle giornate. 
| Giornata  | 1  | 2  | 3  | 4  | 5  | 6 | 7 | 8 | 9 | 10 | 11 | 12 | 13 | 14 | 15 | 16 | 17 | 18 | 19 | 20 | 21 | 22 | 23 | 24 | 25 | 26 | 27 | 28 | 29 | 30 | 31 | 32 | 33 | 34 | 35 | 36 | 37 | 38 | 39 | 40 | 41 | 42 |
| --------- | -- | -- | -- | -- | -- | - | - | - | - | -- | -- | -- | -- | -- | -- | -- | -- | -- | -- | -- | -- | -- | -- | -- | -- | -- | -- | -- | -- | -- | -- | -- | -- | -- | -- | -- | -- | -- | -- | -- | -- | -- |
| Luogo     | C  | T  | T  | C  | C  | C | T | C | T | C  | T  | C  | T  | C  | T  | C  | T  | C  | T  | C  | T  | C  | T  | C  | T  | C  | T  | C  | T  | C  | T  | C  | T  | C  | T  | T  | C  | T  | T  | C  | T  | T  |
| Risultato | N  | P  | P  | V  | V  | V | V | V | P | P  | P  | V  | V  | V  | N  | V  | V  | V  | N  | V  | N  | V  | P  | P  | V  | V  | V  | N  | V  | V  | V  | V  | P  | V  | P  | V  | V  | P  | N  | V  | V  | V  |
| Posizione | 13 | 17 | 21 | 17 | 10 | 7 | 5 | 2 | 6 | 8  | 10 | 9  | 6  | 4  | 5  | 3  | 2  | 2  | 2  | 2  | 2  | 2  | 2  | 4  | 4  | 3  | 3  | 3  | 3  | 2  | 1  | 1  | 1  | 1  | 1  | 1  | 1  | 2  | 3  | 1  | 1  | 1  |

Fonte:  Premier League 1967/1968 » Schedule, su worldfootball.net.
Legenda:

Luogo: C = Casa; T = Trasferta. Risultato: V = Vittoria; N = Pareggio; P = Sconfitta.

### Statistiche dei giocatori
| Giocatore    | First Division | First Division | FA Cup   | FA Cup | EFL Cup  | EFL Cup | Totale   | Totale |
| Giocatore    | Presenze       | Reti           | Presenze | Reti   | Presenze | Reti    | Presenze | Reti   |
| ------------ | -------------- | -------------- | -------- | ------ | -------- | ------- | -------- | ------ |
| C. Bell      | 35             | 14             | 4        | 2      | 4        | 1       | 43       | 17     |
| T. Book      | 42             | 1              | 4        | 8      | 4        | 1       | 50       | 10     |
| S. Bowles    | 4              | 2              | 0        | 0      | 0        | 0       | 4        | 2      |
| R. Cheetham  | 3              | 0              | 0        | 0      | 0        | 0       | 3        | 0      |
| J. Clay      | 2              | 0              | 0        | 0      | 0        | 0       | 2        | 0      |
| T. Coleman   | 38             | 8              | 4        | 1      | 4        | 0       | 46       | 9      |
| D. Connor    | 13             | 1              | 0        | 0      | 0        | 0       | 13       | 1      |
| J. Corrigan  | 0              | 0              | 0        | 0      | 2        | -?      | 2        | 0+     |
| H. Dowd      | 7              | -8             | 0        | 0      | 2        | -?      | 9        | -8+    |
| M. Doyle     | 38             | 5              | 4        | 0      | 3        | 0       | 45       | 5      |
| G. Heslop    | 41             | 1              | 4        | 1      | 4        | 0       | 49       | 2      |
| P. Hince     | 6              | 2              | 0        | 0      | 4        | 0       | 10       | 2      |
| S. Horne     | 5              | 0              | 0        | 0      | 1        | 0       | 6        | 0      |
| C. Jones     | 2              | 0              | 0        | 0      | 0        | 0       | 2        | 0      |
| B. Kennedy   | 6              | 0              | 0        | 0      | 0        | 0       | 6        | 0      |
| F. Lee       | 31             | 16             | 4        | 1      | 0        | 0       | 35       | 17     |
| K. Mulhearn  | 33             | -35            | 4        | -?     | 0        | 0       | 37       | -35+   |
| A. Oakes     | 41             | 2              | 4        | 1      | 4        | 0       | 49       | 3      |
| A. Ogley     | 2              | 0              | 0        | 0      | 0        | 0       | 2        | 0      |
| G. Pardoe    | 41             | 0              | 4        | 0      | 4        | 0       | 49       | 0      |
| M. Summerbee | 41             | 14             | 4        | 4      | 4        | 2       | 49       | 20     |
| N. Young     | 40             | 19             | 4        | 1      | 4        | 1       | 48       | 21     |